# Empresa en funcionamiento
Una empresa en funcionamiento (en inglés: going concern) es un concepto contable que indica se asume que la empresa cumplirá con sus obligaciones financieras cuando vencen. Funciona sin la amenaza de liquidación en el futuro previsible, que generalmente se considera como al menos los próximos 12 meses o el período contable especificado (el más largo de ambos). La presunción de negocio en marcha implica la declaración básica de intención de mantener operando sus actividades al menos durante el próximo año, supuesto básico para la elaboración de estados financieros que comprendan el marco conceptual de las NIIF. Por lo tanto, una declaración de empresa en funcionamiento significa que la empresa no tiene la intención ni la necesidad de liquidar o reducir materialmente la escala de sus operaciones.
La continuación de una entidad como empresa en funcionamiento se presume como la base para la información financiera a menos que y hasta que la liquidación de la entidad sea inminente. La preparación de estados financieros bajo esta presunción se conoce comúnmente como la base contable de empresa en funcionamiento. Cuando la liquidación de una entidad se vuelva inminente, los estados financieros se preparan según la base contable de liquidación (Consejo de Normas de Contabilidad Financiera de Estados Unidos, 2014).

## Definición
El supuesto de empresa en funcionamiento es ampliamente entendido y aceptado por los profesionales contables; sin embargo, nunca se ha incorporado formalmente a los US GAAP. En octubre de 2008, la FASB emitió un Proyecto de Norma denominado "Going concern" (en español: Empresa en funcionamiento). El mismo analiza los siguientes posibles pronunciamientos para la empresa en funcionamiento:
- Reconsideración de la definición e incorporación de los términos de "empresa en funcionamiento" y "duda sustancial" en el US GAAP
- El horizonte de tiempo sobre el cual la administración evaluaría la capacidad de la entidad para cumplir con sus obligaciones.
- El tipo de información que la dirección debe considerar al evaluar la capacidad de la entidad para cumplir con sus obligaciones.
- El efecto de eventos posteriores en la evaluación por la direcciónn de la capacidad de la entidad para cumplir con sus obligaciones.
- Sobre si corresponde proporcionar orientación sobre la base contable de liquidación.

Se puede encontrar una definición actual del supuesto de empresa en funcionamiento en la Declaración de AICPA sobre Normas de Auditoría No 1 Codificación de Normas y Procedimientos de Auditoría, Sección 341, "La consideración del auditor de la capacidad de una entidad para continuar como empresa en funcionamiento" (AU Sección 341 ). El concepto de 'empresa en funcionamiento' supone que la empresa seguirá existiendo el tiempo suficiente para que todos los activos de la empresa se utilicen por completo. La utilización de los activos significa obtener el beneficio completo de su potencial de ingresos, (es decir, si recientemente compró equipo que costó $ 5,000 y que tuvo 5 años de vida útil / productiva, entonces bajo el supuesto de empresa en funcionamiento, el contador solo cancelaría el valor de un año $ 1,000 (1/5) este año, dejando $ 4,000 a ser tratado como un activo fijo con valor económico futuro para el negocio).

## Contabilidad
El principio de empresa en funcionamiento permite a la empresa aplazar algunos de sus gastos pagados por adelantado hasta períodos contables futuros. El supuesto de empresa en marcha es un supuesto fundamental en la preparación de estados financieros. Bajo el supuesto de empresa en funcionamiento, ordinariamente se considera que una entidad continuará en el negocio en el futuro previsible sin la intención ni la necesidad de liquidación, cese de negociación o búsqueda de protección de los acreedores de conformidad con las leyes o regulaciones. En consecuencia, a menos que el supuesto de empresa en marcha sea inapropiado en las circunstancias de la entidad, los activos y pasivos se registran sobre la base de que la entidad podrá realizar sus activos, liquidar sus pasivos y obtener refinanciamiento (si es necesario) en el curso normal de negocio.
Se asume que una entidad es una empresa en marcha en ausencia de información significativa que indique lo contrario. Un ejemplo de tal información contraria es la incapacidad de una entidad para cumplir con sus obligaciones a medida que vencen sin ventas sustanciales de activos o reestructuraciones de deuda. Si ese no fuera el caso, una entidad esencialmente estaría adquiriendo activos con la intención de cerrar sus operaciones y revender los activos a otra parte.
Si el contador cree que una entidad puede dejar de ser una empresa en funcionamiento, entonces surge la cuestión de si sus activos están deteriorados, lo que puede requerir la reducción de su valor en libros a su valor de liquidación, y/o el reconocimiento de los pasivos que surgen a causa del cierre inminente de la entidad (que de otro modo no pueden surgir). Por lo tanto, el valor de una entidad que se supone que es una empresa en funcionamiento es mayor que su valor de ruptura, ya que una empresa en funcionamiento puede potencialmente continuar obteniendo ganancias.
El concepto de empresa en marcha no está claramente definido en ninguna parte de los principios de contabilidad generalmente aceptados, por lo que está sujeto a considerable de interpretación con respecto a cuándo una entidad debe informarlo. Sin embargo, las normas de auditoría generalmente aceptadas (GAAS) instruyen al auditor con respecto a la consideración de la capacidad de una entidad para continuar como una empresa en funcionamiento.
El auditor evalúa la capacidad de una entidad para continuar como empresa en funcionamiento durante un período no menor a un año después de la fecha de los estados financieros que se auditan (se puede considerar un período más largo si el auditor cree que dicho período extendido es relevante). El auditor considera elementos tales como tendencias negativas en los resultados operativos, incumplimientos de préstamos, denegación de crédito comercial de proveedores, compromisos antieconómicos a largo plazo y procedimientos legales para decidir si existe una duda sustancial sobre la capacidad de una entidad para continuar como empresa en funcionamiento. Si es así, el auditor debe llamar la atención sobre la incertidumbre con respecto a la capacidad de la entidad para continuar como empresa en funcionamiento, en su informe de auditoría. Por otro lado, el uso inapropiado del supuesto de empresa en funcionamiento por parte de una entidad puede hacer que el auditor emita una opinión adversa sobre los estados financieros. Esta Guía proporciona un marco para ayudar a los directores, comités de auditoría y equipos financieros a determinar si es apropiado adoptar la base de empresa en funcionamiento para preparar estados financieros y hacer revelaciones equilibradas, proporcionadas y claras. La Junta de Prácticas de Auditoría ha emitido normas y orientaciones independientes para abordar el trabajo de los auditores en relación con la empresa en funcionamiento.

### Suposición
Bajo el supuesto de empresa en funcionamiento, se considera que una entidad continuará en el negocio en el futuro previsible. Los estados financieros con propósito general se preparan sobre la base de una empresa en funcionamiento, a menos que la administración pretenda liquidar la entidad o cesar las operaciones, o no tenga otra alternativa realista que hacerlo. Los estados financieros de propósito especial pueden o no pueden ser preparados de acuerdo con un marco de información financiera para el cual la base de empresa en funcionamiento es relevante (por ejemplo, la base de empresa en funcionamiento no es relevante para algunos estados financieros preparados sobre una base fiscal en jurisdicciones particulares). Cuando el uso del supuesto de empresa en funcionamiento es apropiado, los activos y pasivos se registran sobre la base de que la entidad podrá realizar sus activos y liquidar sus pasivos en el curso normal de las actividades comerciales.